# ناحية السدير
السدير ناحية تقع جنوب محافظة الديوانية تتبع إلى قضاء الحمزة التابع لمحافظة الديوانية الواقعة في جنوب العراق يطغي على مناطقها الطابع الزراعي وتعتبر من النواحي العشائرية القديمة تم تسميتها بالسدير نسبة إلى قصر السدير الذي بناه النعمان بن المنذر.
في عام 1920 تكونت كقرية وفي 1969 استحدثت كناحية تتبع لقضاء الديوانية الحقت بقضاء الحمزة عام 1974.

## موقعها الجغرافي
تقع ناحية السدير إلى الجنوب من مدينة الديوانية بحوالي 18 كيلو مترا. هي أكبر نواحي قضاء الحمزة مساحة، ويبلغ عدد سكانها حوالي 70 الف نسمة، تتكون إدارياً وبشكل رئيس من خمسة أحياء سكنية محاطة بالقرى المتناثرة والأراضي الزراعية وبساتين النخيل، تشتهر بزراعة الحنطة والشعير والخضراوات.

## السكان
ويسكن الناحية من الطبقة الفقير من الفلاحين ويقدر عدد سكانها أكثر من 34,479 الف نسمة عام 2003 تقديرات الامم المتحدة لمواقع محافظة الديوانية

## تسميتها وتأريخها
تعتبر ناحية السدير من النواحي العشائرية القديمة في مكانتها وهي تقع في قلب نواحي الفرات الاوسط جائت تسميتها نسبة إلى أحد قصور النعمان بن المنذر الذي امتد حكمه إلى هذه المنطقة ابان حكم دولة المناذرة، في بدايتها تكونت باسم قرية ام العظام (عام 1920) إلى ان صدر مرسوم جمهوري بها في عام 1969م واستحداثها كناحية تبع لقضاء الديوانية وسميت بناحية السدير، في عام 1974 فك اربتباطها بالديوانية لتكون إحدى نواحي قضاء الحمزة.